# قربان بهزادیان‌نژاد
قربان بهزادیان‌نژاد (زاده ۱۳۳۳ در مشهد)، رئیس ستاد انتخاباتی میرحسین موسوی در انتخابات ریاست جمهوری سال ۱۳۸۸ بود. او فارغ‌التحصیل دانشگاه تربیت مدرس و دارای مدرک دکترای میکروبیولوژی پزشکی است و عضو هیئت علمی این دانشگاه نیز بوده‌است. او در دوره اصلاحات معاون وزیر بهداشت، درمان و آموزش پزشکی بود، و در زمان انتخابات ریاست جمهوری در سال ۱۳۸۸ ریاست مؤسسه تحقیقات و توسعه علوم انسانی را بر عهده داشت.

## بازداشت
وی در روز ۷ دی ماه ۸۸ و پس از موج بازداشت‌های ماجرای عاشورای آن سال بازداشت شده و به ۵ سال حبس محکوم شد. در سال ۹۹ نیز به خاطر بیانیه موسوم به «بیانیه ۷۷ نفر» توسط شعبه ۳۶ دادگاه تجدیدنظر استان تهران به یک سال حبس محکوم شده بود. در سال ۱۴۰۲ نیز به دلیل شرکت و سخنرانی در همایش «گفت‌وگو برای نجات ایران» دستگیر شد.